# Volac

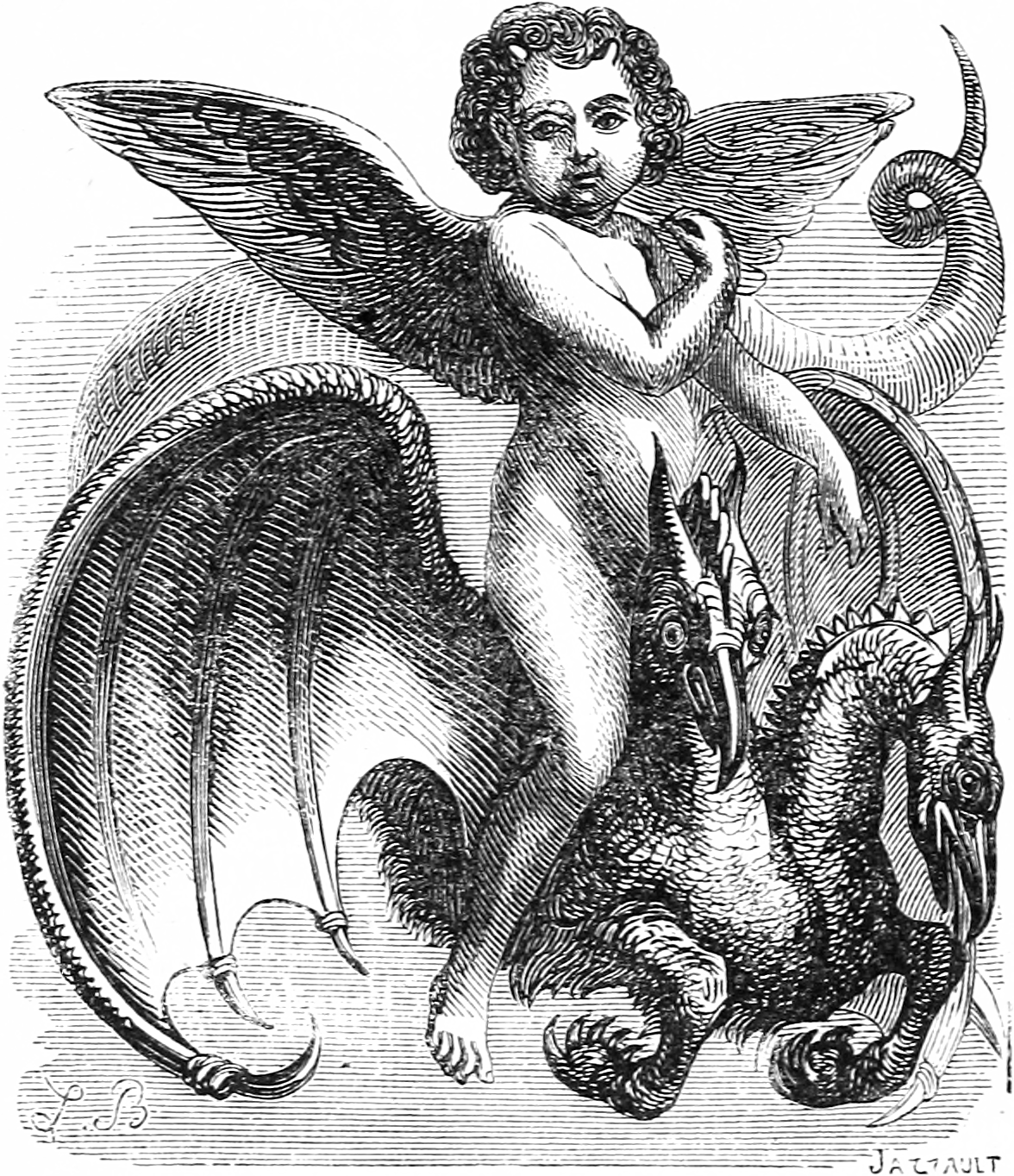
Ilustración de Volac en el Diccionario infernal.

En demonología, Volac o Valac es un demonio mayor del Infierno, teniendo treinta (treinta y ocho para otros autores) legiones de demonios bajo su mando.
Revela dónde pueden ser vistas las serpientes y las obliga a comportarse mansamente ante él. Se dice que aparece como un pequeño niño con alas de ángel cabalgando un dragón de dos cabezas. Wa

## Otros nombres
- Ualac
- Valac
- Valak
- Valax
- Valacik
- Valic
- Valaak
- Volac
- El Marqués de Serpientes

## En la cultura popular
- La película Vampires de 1998 presenta a un personaje llamado "Valek" como el primer vampiro.
- "Volac" aparece en la serie de cómics Chilling Adventures of Sabrina. En el número 7, un joven Edward Spellman, padre de Sabrina Spellman, invoca al demonio a petición de Alphonse Louis Constant.
- "Ualac" aparece en la historia de Hellboy "Box Full of Evil" como un antagonista importante.
- La película de terror de 2016 The Conjuring 2 tiene a "Valak" como principal antagonista, tomando la forma de una monja demoníaca y The Crooked Man de la rima "There Was a Crooked Man". Sin embargo, el personaje no tiene ningún parecido con el mito aparte del nombre. En la interpretación de la película, el demonio está asociado con serpientes, que buscan posesión humana para escapar de su confinamiento dentro del monasterio de Cârţa en Rumania. Más tarde, La monja tendría un cameo en la película Annabelle: Creation de 2017 y recibiría su propia película derivada, La monja, estrenada el 7 de septiembre de 2018, y La monja II estrenada el 8 de septiembre de 2023.
- Valac aparece como el cuarto jefe en el juego Bloodstained: Curse of the Moon para Nintendo Switch y PC. Se le representa como un dragón de dos cabezas que puede fusionarse para formar un dragón aún más grande. Aparece nuevamente en Bloodstained: Ritual of the Night.
- Valak aparece también en la primera temporada de Shadowhunters, donde es convocado para recuperar los recuerdos de Clary.
- El manga de 2017 ¡Bienvenido a la escuela demoníaca! Iruma-kun tiene un personaje principal llamado Clara Valac, una chica demonio hiperactiva que puede hacer copias de cualquier cosa que ve.
- Aparece en la telenovela chilena "El Conde Vrolok, del 2009. Realizada por TVN"